# Trastorno del control de impulsos

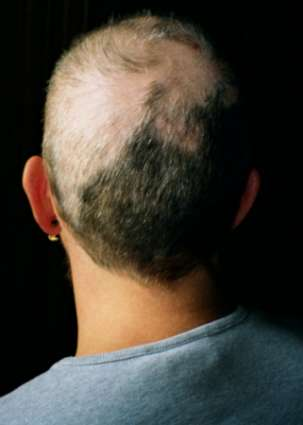
Así se ve la tricotilomanía, uno de los trastornos que se agrupa en los trastornos del control de impulsos.

Los trastornos del control de impulsos es un grupo de trastornos de etiología desconocida que se caracterizan por las acciones irresistibles (el sujeto no puede resistirse al impulso o tentación de llevar a cabo acciones, aunque sean peligrosas para él o los demás). Es importante que la familia conozca este problema.
Se caracteriza por el fracaso repetido de resistir un impulso, pulsión o necesidad de realizar un acto que es gratificante para la persona, al menos en un corto plazo. 

## Tipos
- Trastorno explosivo intermitente: Existen episodios aislados de falta de control de impulsos agresivos (agresiones serias, destrucción de la propiedad...) que se manifiestan con ataques de ira desproporcionados. Se instauran en minutos u horas y pueden remitir espontáneamente. Posteriormente suele haber arrepentimiento o autorreproche.
- Cleptomanía: Impulso irresistible de robar objetos, tengan o no valor. El robo no es premeditado.
- Piromanía: Existe una fascinación por el fuego y una gratificación al provocarlo. Se trata de acciones deliberadas y premeditadas. Suelen meterse en las profesiones relacionadas (bomberos).
- Ludopatía (juego patológico): Conducta de juego persistente, recurrente y que produce disfunción psicosocial, familiar y económica. La necesidad de juego va en aumento.
- Tricotilomanía: Falta de control de impulsos de tirarse del pelo hasta arrancarlo provocando calvas. No hay disfunción psicosocial. Puede llegar a relacionarse con la tricofagia.
- Dermatilomanía: Urgencia compulsiva por rascar, excoriar o pellizcar la propia piel.
- Onicofagia: Hábito compulsivo de comer, cortar o morder las uñas.
- Dermatofagia: Impulso compulsivo de morderse la piel alrededor de las uñas.
- Tricofagia: Falta de control de impulsos de arrancarse el pelo y comérselo.
- Compra por impulso: Impulso irresistible de compra espontánea, no premeditada.
- Síndrome de Acaparador Compulsivo: tendencia a la acumulación de artículos u objetos en forma excesiva, incluso si los objetos no tienen valor, son peligrosos o insalubres.

### Conductas repetitivas centradas en el cuerpo
Dentro del espectro de trastornos del control de impulsos existe una subcategorización que engloba cinco trastornos que se focalizan en el cuerpo: tricotilomanía, onicofagia, dermatofagia, dermatilomanía y tricofagia.